# Mitralisstenose

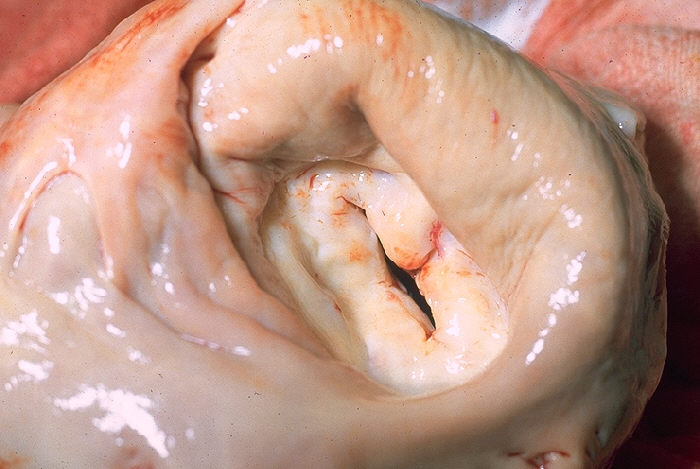
Ernstige mitralisstenose; sectiepreparaat. Zowel de slippen van de klep als de spierwand van het atrium zijn verdikt

Mitralisstenose is een hartaandoening waarbij de mitralisklep niet goed meer opent tijdens de diastole.

## Oorzaken

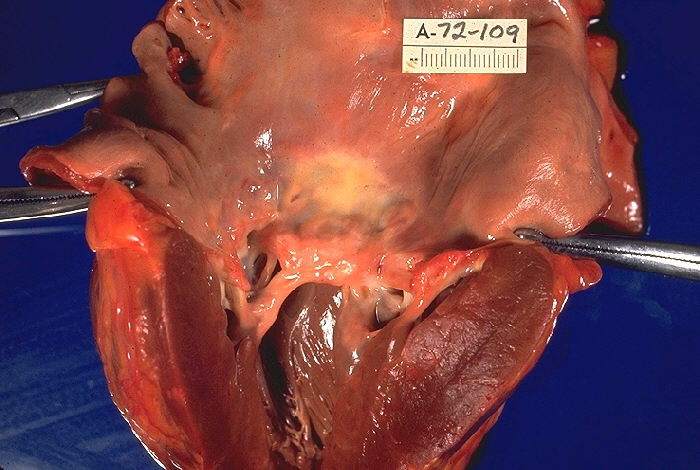
Sectie: De klep is beschadigd door Acuut reuma.

Mitralisstenose wordt vrijwel altijd veroorzaakt door acuut reuma.
Verkalking van de klep of aangeboren afwijkingen van de mitralisklep (zoals een spleet in de klep) komen maar zelden voor.
Mitralisstenose kan ook het  gevolg zijn van bacteriële endocarditis.

## Hoe ontstaat het
De oppervlakte van de opening van de mitralisklep is ongeveer 4 tot 6 cm2. Bij een gezond hart opent de klep zich tijdens de diastole zodat er bloed vanuit het linkeratrium (de linkerboezem) de linkerventrikel (de linkerkamer) in kan stromen.
Een gezonde klep belemmert deze bloedstroom niet, zodat de tijdens de diastole de drukken in de linkerventrikel en het linkeratrium aan elkaar gelijk zijn. Daardoor kan de ventrikel zich snel vullen. Bij een doorstroomopening van minder dan 2 cm2 wordt de bloedstroom door de klep gehinderd waardoor een drukval over de klep ontstaat. Daardoor heeft de kamer meer tijd nodig om zich te vullen, worden de drukken in het linkeratrium en de longaders te hoog en zijn er problemen, wanneer het hart snel moet kloppen (bijvoorbeeld bij inspanning). Bij een doorlaatopening van de mitralisklep van kleiner dan 1 cm2, zal de druk in het linkeratrium toenemen.  Normaal is die 5 mm Hg, bij een ernstige mitralisstenose kan deze druk wel 25 mm Hg worden. Deze druk wordt ook overgedragen op de haarvaten in het longweefsel, waardoor er vocht uit de bloedvaten treedt en in de longen komt (longoedeem). De voortdurende drukbelasting van het linkeratrium maakt dat het toeneemt in grootte. Daardoor kan atriumfibrilleren ontstaan, dit maakt de diastolische vulling van de ventrikel weer minder effectief, doordat het atrium het bloed nu aan het eind van de diastole niet meer een extra zetje kan geven. Voor mensen die al problemen hebben met hun mitralisklep is dat extra zetje juist belangrijk. Een mitralisstenose wordt meestal in de loop van jaren geleidelijk erger, maar in het eindstadium treedt meestal een snelle verergering op.

## Symptomen van mitralisstenose
- Hartfalen: kortademigheid bij plat liggen, bij inspanning en in aanvallen in de nacht of ochtend (asthma cardiale), eventueel ophoesten van bloed; eventueel klachten van rechtsfalen, zoals oedeem.
- Hartkkloppingen door het atriumfibrilleren; dit kan emboliën veroorzaken, zoals een herseninfarct.
- Pijn op de borst.

## Lichamelijk onderzoek
De eerste harttoon kan extra luid en zelfs voelbaar zijn, omdat het extra kracht kost om de mitralisklep te sluiten.
Als de pulmonale hypertensie ernstig is, zal ook de tweede harttoon over het gebied van de pulmonalisklep luider zijn dan normaal.
Een openingssnap, een hoge extra  toon na de tweede harttoon is het gevolg van het openen van de afwijkende mitralisklep vroeg in de diastole, na het sluiten van de aortaklep.
Een laagfrequent diastolisch geruis is hoorbaar, het neemt vlak voor de systole enigszins toe, kan het beste worden gehoord aan de hartpunt en straalt niet uit. Dit geluid is laagfrequent en kan dus goed worden beluisterd met de kelk van de stethoscoop in de linker zijligging.
Bij verder gevorderde ziekte kunnen verschijnselen van atriumfibrilleren en/of van hartfalen worden waargenomen. Atriumfibrilleren komt zelfs zeer vaak voor bij deze stenose. In combinatie met atriumfibrilleren ontbreekt het presystolisch luider worden van het diastolisch geruis. 
Vrijwel alle verschijnselen nemen toe bij inspanning, zwangerschap, koorts en dergelijke.

## Diagnose

### Echocardiografie
De diagnose mitralis stenose  is met echocardiografie gemakkelijk te stellen: vergroting van het linkeratrium, een dikke en verkalkte mitralisklep met een vernauwde opening,  verminderde opening van de slippen van de mitralisklep en verhoogde stroomsnelheid van het bloed in de diastole. Met Doppleronderzoek kan een drukval over de klep gemeten worden.

### Hartkatheterisatie
Met gelijktijdige rechts- en links- katheterisatie is veel exacter onderzoek mogelijk. Via de katheter rechts kan de pulmonale wiggedruk gemeten,  en daarmee is de gemiddelde druk in de haarvaten van de longen bekend, waarvan de druk in het linkeratrium kan worden afgeleid.
Tegelijkertijd meet men links de druk in de linkerventrikel. Door deze metingen te combineren kan het diastolische  drukverval  over de mitralisklep gemeten worden. Daaruit kan worden afgeleid hoe ernstig de patiënt eraan toe is.

## Behandeling
- Nietsdoen : als er geen klachten zijn.
- Symptomen bestrijden met medicatie.
- De klep open maken met een opgeblazen ballon.
- Operatief bij ernstige klachten: vervanging van de klep door een biologische of een mechanische kunstklep.

## Bron
- Op 22 september 2010 ontstaan als iets ingekorte versie van de Engelse Wikipedia.